# Francophonie (Niamey)
Francophonie (auch: Village de la Francophonie) ist ein Stadtviertel (französisch: quartier) im Arrondissement Niamey I der Stadt Niamey in Niger.

## Geographie
Francophonie befindet sich an der Nationalstraße 24 im Nordwesten des urbanen Gemeindegebiets von Niamey. Zu den benachbarten Stadtvierteln zählen Nord Faisceau im Osten und Cité Chinoise im Süden. Francophonie liegt wie der gesamte Norden von Niamey in einem Tafelland mit einer weniger als 2,5 Meter tiefen Sandschicht, wodurch nur eine begrenzte Einsickerung möglich ist.

## Geschichte
Die Siedlung wurde anlässlich der Spiele der Francophonie angelegt, die 2005 in Niamey stattfanden. Die Generalaufsicht über die Bauarbeiten hatte der Offizier Abdou Kaza, damals Aide-de-camp von Staatspräsident Mamadou Tandja, inne.

## Bevölkerung
Bei der Volkszählung 2012 hatte Francophonie 2497 Einwohner, die in 467 Haushalten lebten.